# Peperomia alibacophylla
Peperomia alibacophylla är en pepparväxtart som beskrevs av Trel. & Yunck.. Peperomia alibacophylla ingår i släktet peperomior, och familjen pepparväxter. Inga underarter finns listade i Catalogue of Life.